# Henrik Enderlein
Pour les articles homonymes, voir Enderlein.
Henrik Enderlein (13 septembre 1974 - 28 mai 2021) est un économiste et politologue allemand. Il est président et professeur d'économie politique à la Hertie School de Berlin et directeur fondateur du Centre Jacques Delors de la Hertie School. Il est diplômé de Sciences Po, Columbia University et obtient son doctorat à l'Institut Max Planck pour l'étude des sociétés. De 2001 à 2003, il travaille comme économiste à la Banque centrale européenne. Il est professeur invité à la Harvard Kennedy School (chaire Pierre Keller, 2012-2013) et à l'Université Duke (chaire Fulbright, 2006-2007) .

## Carrière
Enderlein passe son enfance à Tübingen, une ville du Land allemand du Bade-Wurtemberg. Il étudie les sciences politiques et économiques à Sciences Po à Paris. Il obtient une bourse de doctorat à l'Université Columbia à New York de 1998 à 1999, où il obtient une maîtrise. De 1999 à 2001, il est chercheur à l'Institut Max Planck pour l'étude des sociétés à Cologne et termine son doctorat, sous la direction de Fritz W. Scharpf.
Enderlein travaille à la division Institutions et forums de l'UE de la Banque centrale européenne de 2001 à 2003, avant de devenir professeur assistant en économie à l'Université libre de Berlin. Il rejoint la Hertie School comme membre fondateur de la faculté en 2005. De 2013 à 2017, il est membre fondateur du Conseil fiscal allemand indépendant (Unabhängiger Beirat des Stabilitätsrats), un organisme conçu dans le cadre de la mise en œuvre nationale par l'Allemagne du Pacte fiscal européen.
En 2014, Enderlein fonde l'Institut Jacques-Delors basé à Berlin, un groupe de réflexion axé sur l'intégration européenne, qui est intégré à la Hertie School comme Centre Jaques Delors en 2018. Il combine un groupe de réflexion et un groupe de recherche et est l'un des plus grands centres de recherche sur l'Europe en Allemagne .
Enderlein occupe des postes de visiteur à l'Université Duke (États-Unis) en tant que Fulbright Distinguished Chair (2006-2007), à l'Université Harvard comme professeur invité Pierre-Keller à la Harvard Kennedy School et au Weatherhead Center for International Affairs (2012-2013), et à l'Institut universitaire européen comme chercheur invité au Centre d'études avancées Robert Schuman (2017-2018) .
En septembre 2018, Enderlein devient président de la Hertie School à Berlin .
Les recherches d'Enderlein sont axées sur l'Union européenne, en particulier l'élaboration de politiques économiques dans la zone euro et sur l'étude des crises de la dette souveraine.
En 2014, il co-écrit « Réformes et investissement et croissance : un agenda pour la France, l'Allemagne et l'Europe » (avec Jean Pisani-Ferry), un rapport commandé par les ministres des Affaires économiques Français et Allemand Emmanuel Macron  et Sigmar Gabriel. Le rapport suscite la controverse en France à l'époque, mais devient une inspiration pour le programme d'Emmanuel Macron en tant que candidat à la présidence française, supervisé par Jean Pisani-Ferry.
Le 17 février 2021, l'école Hertie annonce qu'Enderlein quitte ses fonctions de président de l'école à compter du 1er mars 2021 . Enderlein révèle que sa décision est motivée par le diagnostic de mélanome de stade 4 (une forme de cancer de la peau) à la fin de 2020. Enderlein décède à Berlin des complications d'un cancer le 28 mai 2021 à l'âge de 46 ans,.